# Tillandsia fuchsii
Tillandsia fuchsii es una especie de planta epífita dentro del género  Tillandsia, perteneciente a la  familia de las bromeliáceas.  Es originaria de México, donde se distribuye por Oaxaca, Guerrero, Michoacán, Colima, Jalisco y Nayarit.

## Cultivares
- Tillandsia 'Millenium'
- Tillandsia 'Tisn't'

## Taxonomía
Tillandsia fuchsii fue descrita por Walter Till y publicado en Die Bromelie 1990(2): 30–32, f. a–g. 1990.
Etimología
Tillandsia: nombre genérico que fue nombrado por Carlos Linneo en 1738 en honor al médico y botánico finlandés Dr. Elias Tillandz (originalmente Tillander) (1640-1693).
fuchsii: epíteto otorgado en honor del botánico Leonhart Fuchs.
Sinonimia
- Tillandsia fuchsii var. fuchsii	[2][3]